# Conceição do Pará
Conceição do Pará là một đô thị thuộc bang Minas Gerais, Brasil. Đô thị này có diện tích 249,409 km², dân số năm 2007 là 4725 người, mật độ 21,9 người/km².